# Anastasija Platonovna Zueva
Anastasija Platonovna Zueva (in russo Анастасия Платоновна Зуева? ; Spasskoe, 17 dicembre 1896 – Mosca, 23 marzo 1986) è stata un'attrice sovietica  di teatro e cinema.

## Biografia
Lavorò per moltissimi anni al Teatro d'arte di Mosca. Ha ricevuto nel 1952 il Premio Stalin di secondo grado, mentre nel 1957 è stata insignita del titolo di Artista del popolo dell'Unione Sovietica.